# Miliónová láska
Miliónová láska je československý televizní film, muzikálová komedie z roku 1987, kterou režíroval Jan Bonaventura. Film byl natočen na motivy povídky Marka Twaina Miliónová bankovka.

## Děj
Bratři John a Ábel Scottovi se dočtou, že Anglie vydala dvě bankovky v hodnotě jednoho miliónu liber. Jedna z nich byla použita při transakci se Singapurem, druhá zůstává v bance. Bratři spolu uzavřou sázku, že majitel takové bankovky si může v pohodlně žít bez toho, aby vůbec něco utratil. Na ulici uvidí Američana Henryho Adamse, který ztroskotal a který se už několik dní pohybuje Londýnem bez prostředků a hladový. Na 30 dní mu zapůjčí obálku s miliónovou bankovkou, s tím, že obálku má otevřít až v pravé poledne.
Henry se jde najíst do restaurace, kde se na něho její majitel Harris dívá nedůvěřivě. V poledne Henry otevře obálku a zjistí, že uvnitř je bankovka v hodnotě jednoho milionu liber. Když se rozhodne zaplatit, majitel restaurace zjistí, že nemá peníze na zpět a nabídne Henrymu ponechat otevřený účet.
Henry se pak vrací do domu bratří Scottů, aby jim bankovku vrátil. Od majordoma se ale dozví, že bratři na 30 dnů odjeli a upozorní ho, aby si pořádně přečetl dopis přiložený v obálce. z něho se dozví o sázce, a že pokud ji John vyhraje, zajistí mu pozici, o kterou si řekne.
Henry jde okolo obchodu s obleky a rozhoduje se, zda si má pořídit oblek nebo ne. Nakonec do obchodu vstoupí a požádá o nějaký levný oblek. Prodavače upozorňuje, že má pouze bankovku velké hodnoty. Prodavač mu odpoví, že jsou schopni rozměnit jakoukoliv bankovku, ale když uvidí, jaká je na bankovce uvedená částka, rozbrečí. Na to přijde majitel, krejčí Brown, a nabídne Henrymu to nejlepší, co má, s tím, že se splacením počká libovolně dlouho. Ještě mu doporučí k ubytování hotel svého švagra, kde se Henry doopravdy ubytuje.
V hotelu zjistí, že jídlo mají drahé a jde se raději najíst do hostince hostinského Harrise. Ten mu přinese jídlo na účet podniku a domluví se ním, že Henry bude chodit jíst pouze k němu, což bude pro Harrise reklama, neboť o Henrym už píší i noviny.
Henry jde na večírek pořádaným americkým velvyslancem, kde se stihne pohádat s vévodou a zamiluje se do Porcie.
V Londýně Henryho vyhledá jeho přítel z USA, který má licenci na prodej zlatého dolu za milión dolarů. Přesvědčuje Henryho, aby důl koupil on, když má dostatek financí, protože libra má pětkrát vyšší hodnotu než dolar, mohl by si to dovolit. Henry ale navrhne založit společnost a nechat vkládat hotovost akcionáře. To se jim povede. Bohužel se to nelíbí Porcii, která se na něj rozzlobí a uteče. Henry běží za ní, ale už ji nedožene.
V den, kdy má Henry vrátit bankovku, se odstěhuje z hotelu a jde do domu bratrů Scottových. Tam se setká s Porcií, která mu vysvětlí, že John Scott je její nevlastní otec. Henry proto požádá Johna Scotta o pozici jeho zetě. Henry a Porcie se vezmou a John Scott se svým bratrem vsadí, zda jejich manželství vydrží do zlaté svatby. Na upozornění majordoma, že zlatá svatba se slaví za 50 let, odvětí, že oni si to už nějak zařídí.

## Obsazení
| Jiří Bartoška (zpěv Karel Černoch) | Henry Adams                          |
| Jana Preissová                     | Porcie Langhamová                    |
| Lubomír Lipský                     | John Scott                           |
| Lubomír Lipský                     | Ábel Scott                           |
| Josef Somr                         | hostinský Harris                     |
| Hana Talpová                       | hostinská Lora Harrisová             |
| Petr Nárožný                       | krejčí Brown                         |
| Rudolf Hrušínský                   | Tod                                  |
| Jan Teplý                          | Lloyd Hastings                       |
| Zdeněk Řehoř                       | hoteliér Brown                       |
| Jan Skopeček                       | sluha Evžen                          |
| Vlastimil Fišar                    | vévoda                               |
| Ladislav Trojan                    | americký velvyslanec                 |
| Nina Divíšková                     | velvyslancova žena                   |
| Miloslav Štibich                   | sluha James                          |
| Miloslav Homola                    | majordomus                           |
| Gregory Peck                       | Henry Adams (na archivních záběrech) |

## Tvůrci a štáb
- Režie: Jan Bonaventura
- Předloha: Mark Twain (povídka Miliónová bankovka)
- Scénář a texty písní: Petr Markov
- Dramaturg: Vítězslav Sýkora
- Hlavní kameraman: Jan Osten
- Vedoucí výrobního štábu: Jiřina Bílá
- Hudba: Zdeněk Marat
- Hudební režie: Svatoslav Rychlý
- Nahrál: Taneční orchestr Československého rozhlasu (řídil Felix Slováček)
- Choreografie: Jan Klár
- Výtvarník scény: Drahoslav Hubálek
- Kostýmní výtvarník: Věra Faberová
- Kostýmy: Hana Županičová, Helena Holakovská
- Zvuk: Václav Hála
- Zvuková režie: Václav Heblík
- Střih: Jitka Baumanová
- Střih záznamu: Marie Maršálková, Mirko Veselý
- Kameramani: Felix Černý, Jiří Polák, Ladislava Rataj, Petr Fučík, Zdeněk Uher
- Masky: Petr Hovorka, Anna Kodešová
- Skript: Lenka Mikolášová
- Asistent režie: Dita Burgrová
- Pomocná režie: Eva Krušinová

## Produkční a technické údaje
- Premiéra: 26. prosinec 1987, I. program Československé televize (od 21:15)
- Výroba: Československá televize Praha, Hlavní redakce hudebních pořadů, © 1987
- Barva: barevný
- Jazyk: čeština
- Délka: cca 80 minut
- Formát obrazu: 4:3